# Aston Martin Vantage (2018)
L'Aston Martin Vantage è una vettura sportiva a 2 posti prodotta dal 2018 dalla casa automobilistica britannica Aston Martin, per sostituire l'omonimo modello prodotto tra il 2005 e il 2017.

## La vettura
La nuova Vantage è stata presentata il 21 novembre 2017 e si basa sulla nuova piattaforma condivisa con le nuove DB11 e DBS Superleggera opportunamente adattata.

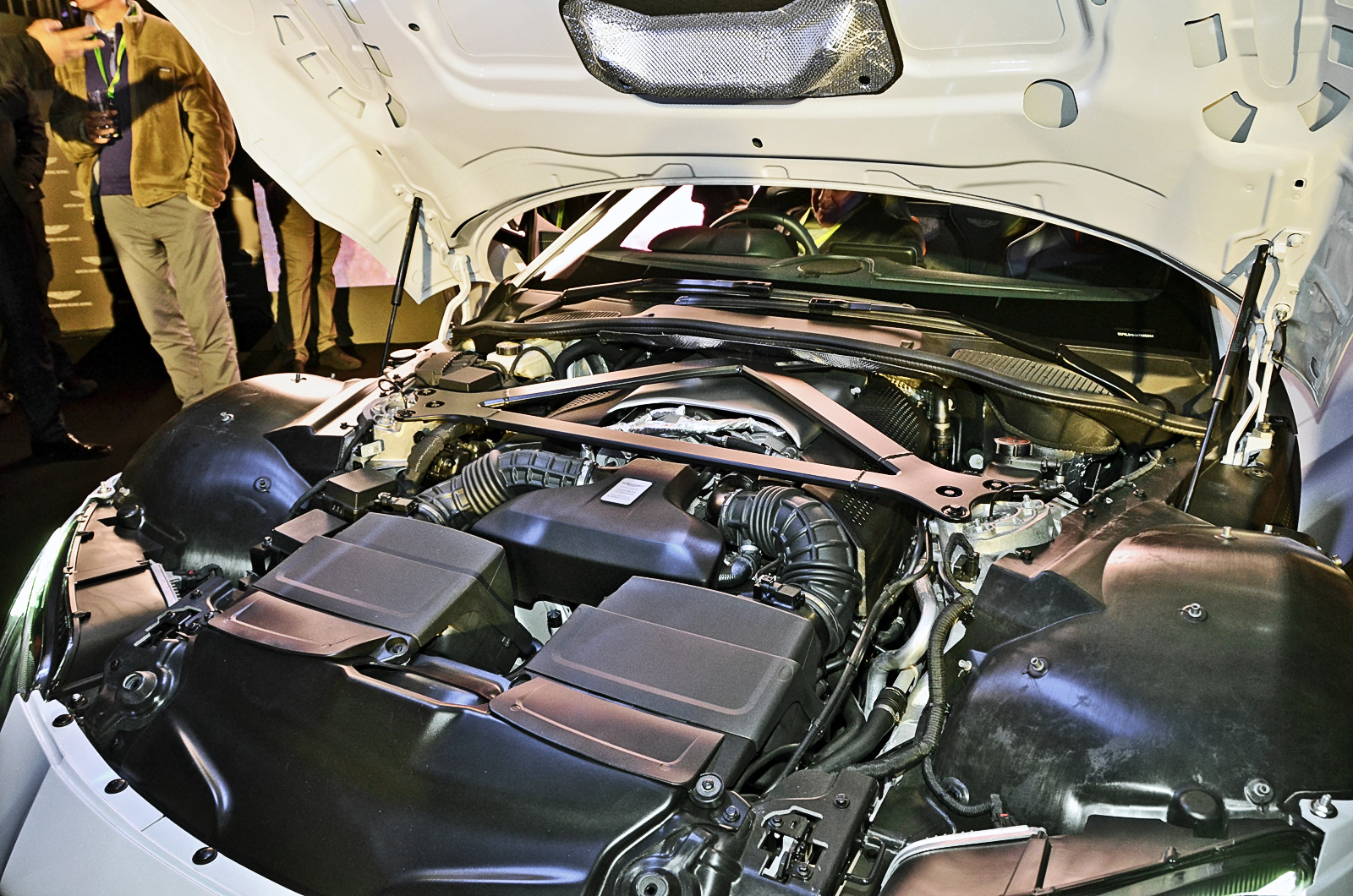
Vista del motore

La Vantage utilizza propulsori e sistemi infotainment di derivazione Mercedes-Benz. Infatti monta il motore Mercedes-AMG M177, un V8 4.0 litri biturbo capace di 510 CV e 685 Nm di coppia. Questo stesso motore equipaggia la versione V8 di accesso della "sorella maggiore" DB11 tuttavia per ottimizzare il sound gli ingegneri Aston Martin hanno riprogettato tutto il sistema di scarico. Inoltre per migliorare la dinamica di guida e raggiungere la distribuzione dei pesi ottimale, cioè 50/50 anteriore/posteriore, il motore anteriore centrale è posizionato il più in basso e indietro possibile nel telaio e il cambio automatico ZF ad 8 rapporti è montato al posteriore secondo lo schema transaxle.
La scocca per essere leggera e rigida utilizza una struttura in alluminio estruso e pannelli d’acciaio uniti con un adesivo epossidico mentre le sospensioni sono a 4 ruote indipendenti. Le anteriori sfruttano uno schema a quadrilateri sovrapposti mentre le posteriori un preciso multilink, in entrambi i casi con molle elicoidali, barra antirollio e ammortizzatori a controllo elettronico Skyhook.
La vettura dispone infatti di 3 modalità di guida (Sport, Sport+ e Track) selezionabili dal guidatore che intervengono sul carattere della vettura modificando assetto, reattività del servosterzo ed erogazione della potenza. La prima è la modalità più tranquilla, la seconda è quella adatta alla guida veloce su strada e la terza quella dedicata esclusivamente alla pista. È anche la prima vettura di produzione Aston Martin ad avere un differenziale a controllo elettronico E-Diff e del sistema Dynamic Torque Vectoring che frenando elettronicamente le ruote interne migliora il comportamento in curva.
L'impianto frenante dispone di 4 dischi autoventilanti dietro cerchi in lega da 20 pollici con gomme 255/40 davanti e 295/25 dietro.
La linea fa apparire la vettura compatta, con la classica griglia ottagonale Aston Martin che domina la parte bassa del frontale completato dai fanali a Led allungati posti nella parte superiore. Sulla fiancata è presente uno spesso battitacco "ad onda" verniciato di nero che ne snellisce la linea di cintura, piuttosto alta, e una griglia di sfogo dell'aria calda sul parafango anteriore. Il posteriore è dominato in alto dagli originali gruppi ottici, due proiettori orizzontali uniti da una striscia a led rossa con funzione di terzo stop che ricalca la linea dello spoiler posteriore e ricorda la griglia anteriore, e in basso dal diffusore nero con quattro scarichi integrati. Il fondo è carenato e l'albero di trasmissione in fibra di carbonio.

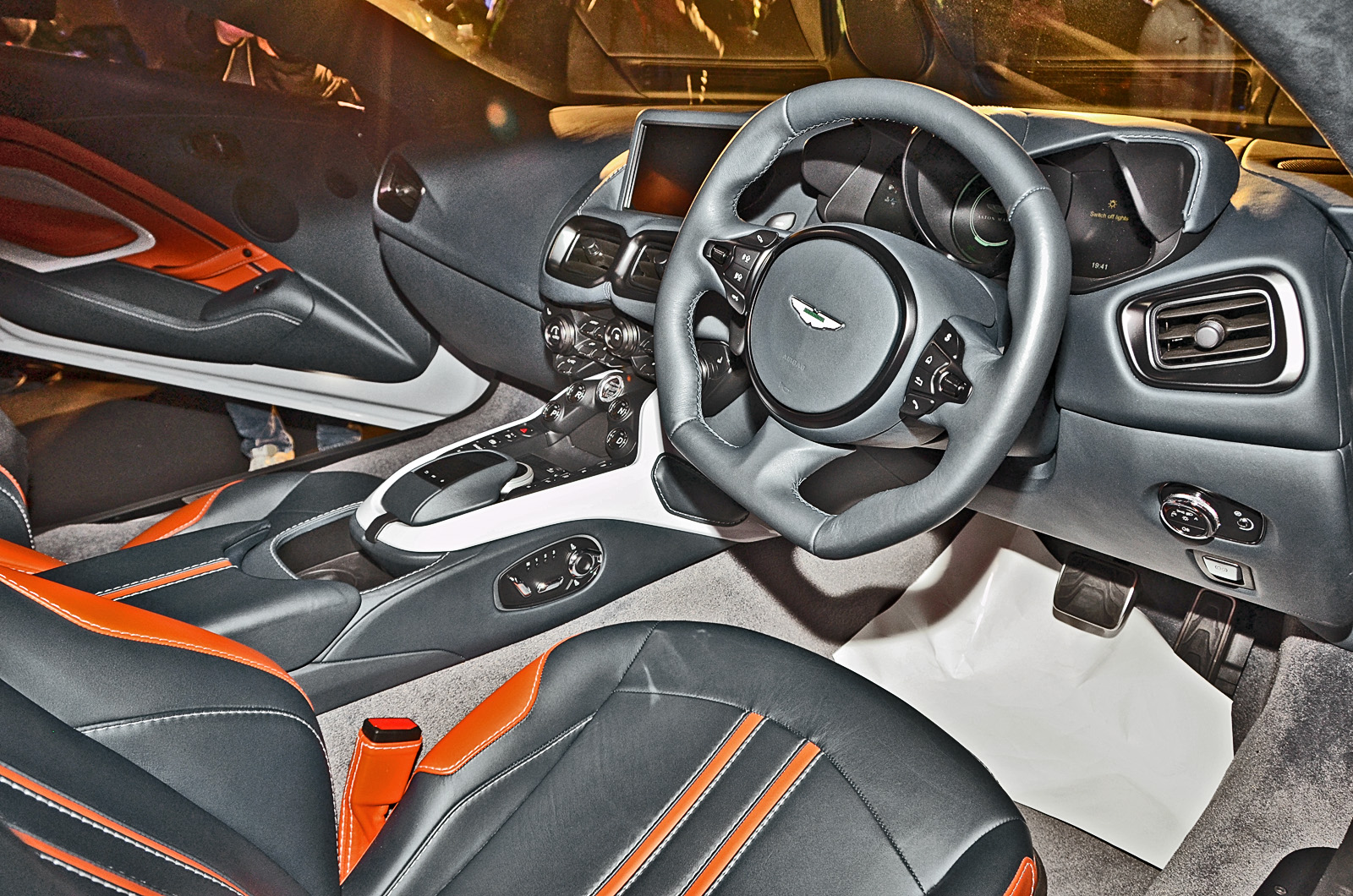
Gli interni

La vettura è una due posti secchi con un bagagliaio di 350 litri. I due sedili sportivi con poggiatesta integrato sono rivestiti in pelle e vi è un grande tunnel centrale su cui trovano spazio i tasti fisici per azionare il sistema multimediale con navigatore satellitare di serie e il cambio automatico. Sul cruscotto trovano posto un display da 8" e le bocchette del climatizzatore con relativi comandi.
Il volante dotato di airbag e comandi al volante è rotondo e sul piantone vi sono le palette per azionare il cambio automatico durante la modalità manuale. Il cruscotto digitale è incassato dietro una palpebra antiriflesso ed è diviso in tre partiː il pannello centrale è riservato al contagiri digitale (la cui grafica simula quella analogica) e al tachimetro numerico; quelli laterali invece possono contenere varie informazioni sulla vettura.
La Vantage copre lo 0 a 100 km/h in 3,6 secondi e raggiunge una velocità massima di 314 km/h.

## Evoluzione e varianti

### Vantage AMR

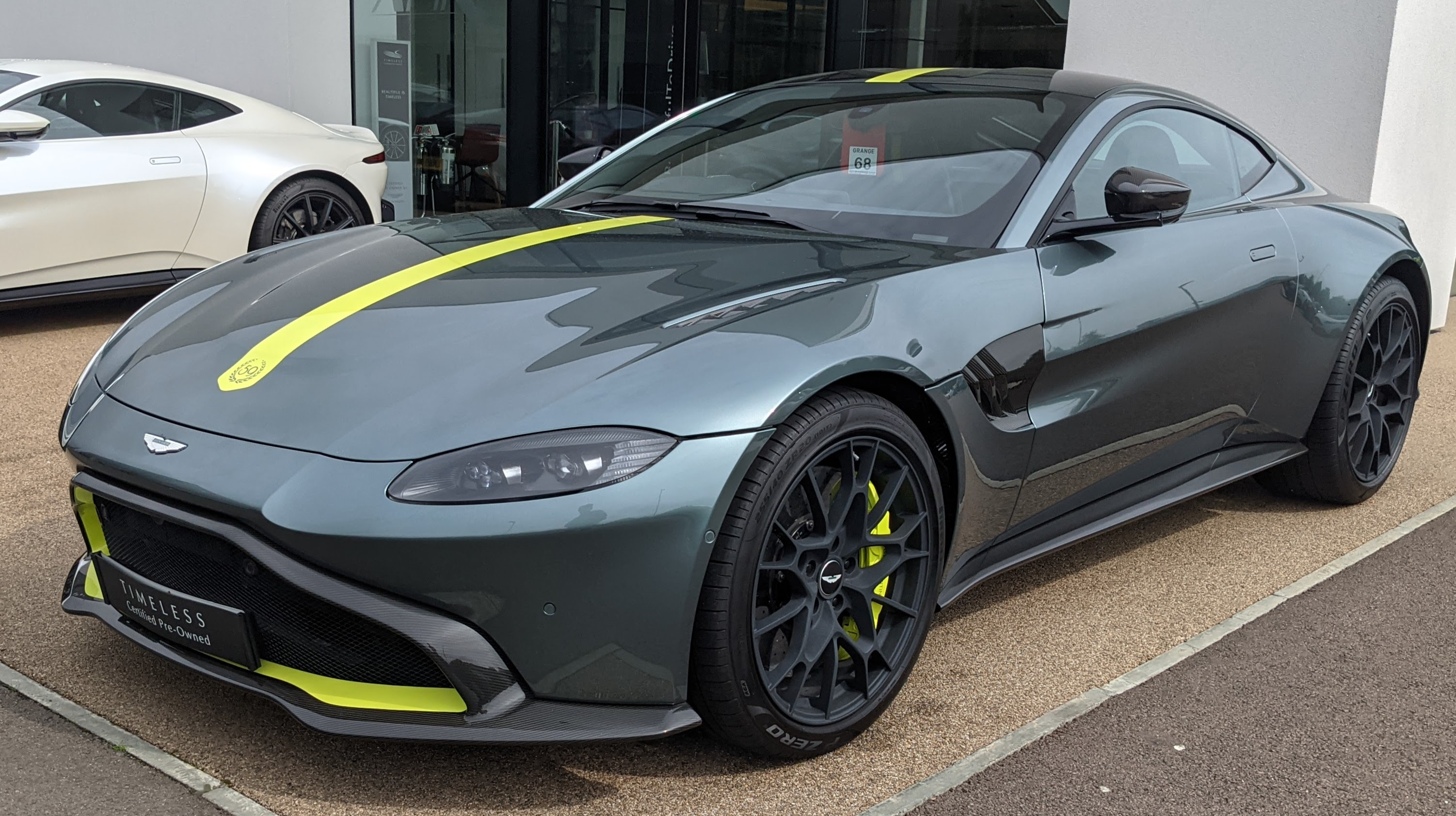
Vantage V8 AMR

Nel 2019 è stata lanciata la versione speciale Aston Martin Vantage AMR che sta per Aston Martin Racing, il reparto sportivo della casa, che sarà prodotta in soli 200 esemplari.
Di questi, 141 sono disponibili in 4 colorazioni special, blu Sabiro, nero Onyx, grigio China e bianco Stone e gli altri 59 sono gli ancor più esclusivi AMR 59. La Vantage AMR 59 celebra il sessantesimo anniversario della vittoria alla 24 Ore di Le Mans del 1959 della Aston Martin DBR1 e sono verniciati in Stirling Green con dettagli e grafica specifica color Lime.
La AMR fa esordire sulla Vantage il cambio manuale a sette marce che sarà disponibile come optional sulla Vantage "di serie" nel 2020. È stato sviluppato dall'azienda torinese specializzata Graziano Trasmissioni ed ha uno schema invertito con prima marcia in basso a sinistra. Entrambe le versioni sono 95 kg più leggere della automatiche e hanno differenziale autobloccante a controllo elettronico e freni a disco carboceramici.

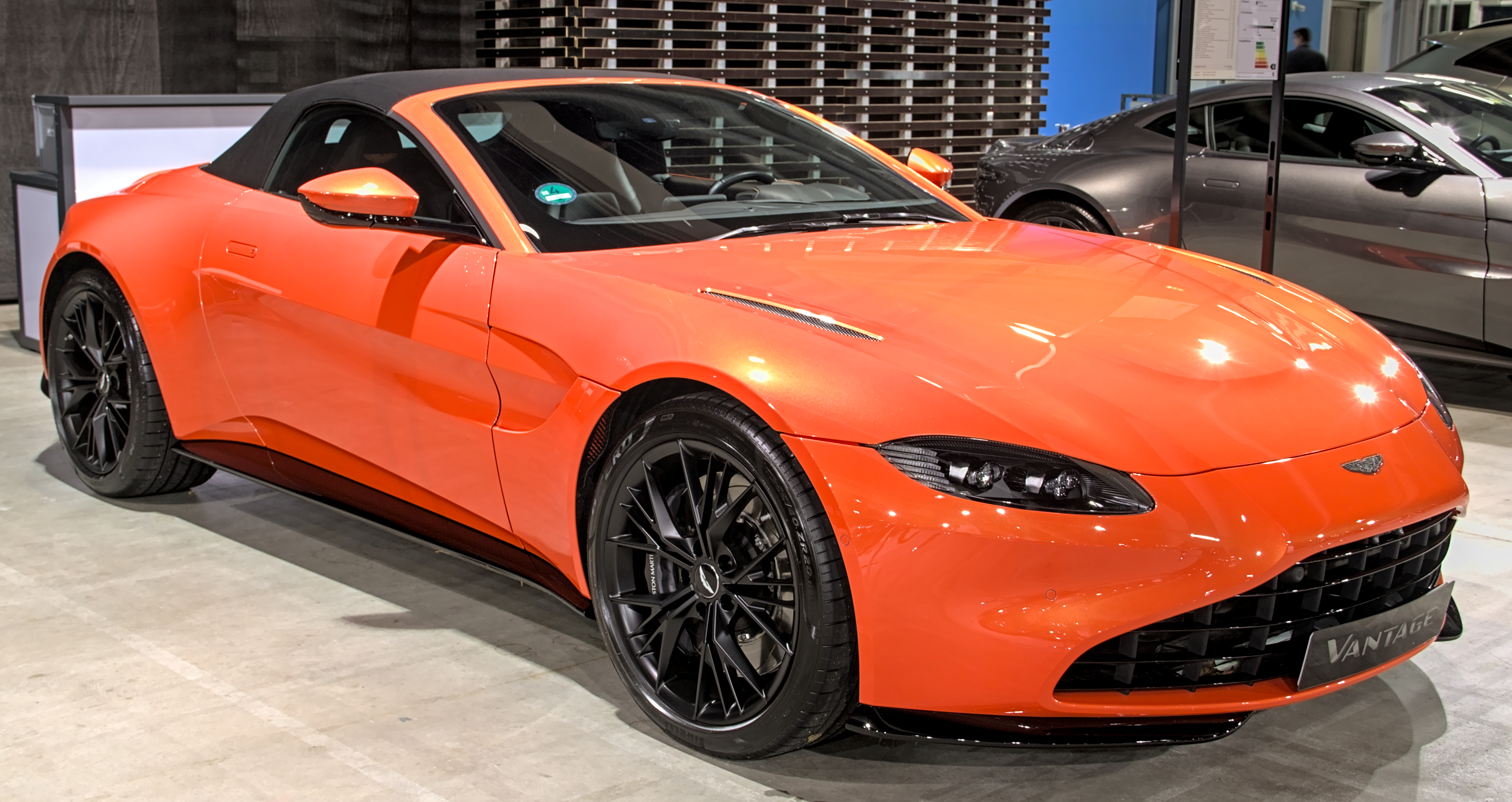
Vantage Roadster

La vettura è dotata anche del sistema Amshift, la doppietta automatica in scalata, e di un sistema che per abbreviare le interruzioni di coppia in accelerazione esclude la potenza al momento della cambiata e consente di non alzare il piede dall'acceleratore. Così i tempi di accelerazione da 0 a 100 km/h aumentano di 4 decimi soltanto, da 3,6 a 4 secondi netti, e la velocità massima rimane di 314 km/h.

### Vantage Roadster
La Vantage Roadster, presentata nel febbraio 2020, è la versione cabrio con un tetto retrattile in tessuto, che impiega 6,7 secondi per abbassarsi e 6,8 secondi per alzarsi e può essere azionato fino a una velocità di 50 km/h. La Vantage Roadster a causa dell'assenza del tetto ha un peso a secco superiore, pari a 1628 kg.

### Safety Car F1

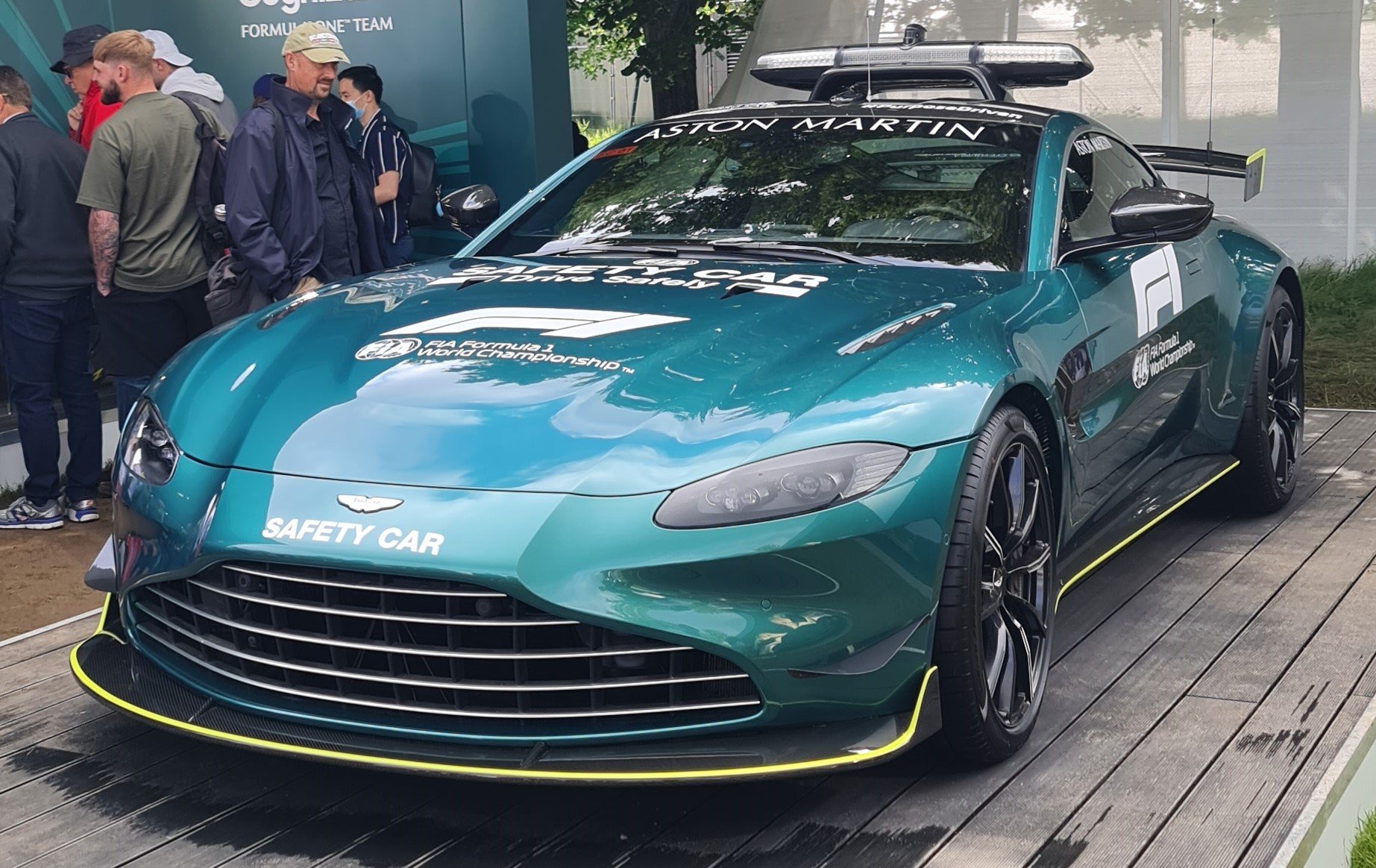
Vantage V8 F1 Safety Car

Dalla stagione 2021 la Vantage viene utilizzata come la Safety Car ufficiale nel campionato di Formula 1 insieme alla Mercedes-AMG GT R. La Vantage Safety Car ha una livrea British Racing Green con accenni di giallo ed è stata modificata per adattarsi agli standard delle vetture FIA da Safety Car. L'auto ha debuttato come Safety Car al Gran Premio del Bahrein 2021.

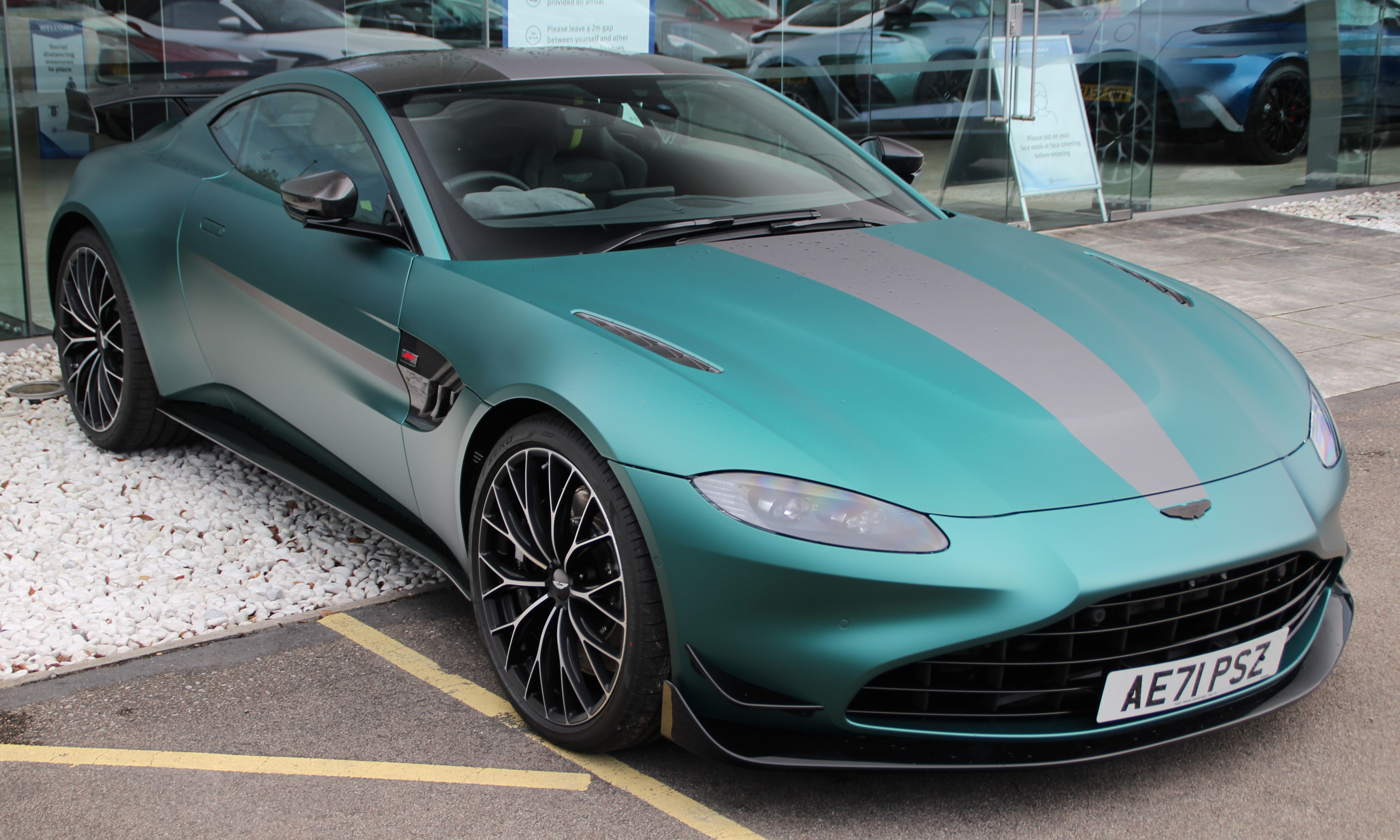
Vantage V8 F1 Edition

### Vantage F1 Edition
Per celebrare il ritorno dell'Aston Martin in Formula 1 dopo 61 anni, il marchio britannico ha introdotto la versione Vantage F1 Edition. L'auto è dotata di un alettone posteriore fisso nella parte posteriore e nuovi cerchi da 21 pollici, un motore con potenza incrementata a 535 CV che le permette di toccare una velocità massima di 314 km/h e di scattare nello 0–100 km/h di 3,5 secondi. L'auto può essere scelta in tre colorazioni: Aston Martin Racing Green, Jet Black e Lunar White ed è disponibile anche in versione Roadster.

### V12 Vantage

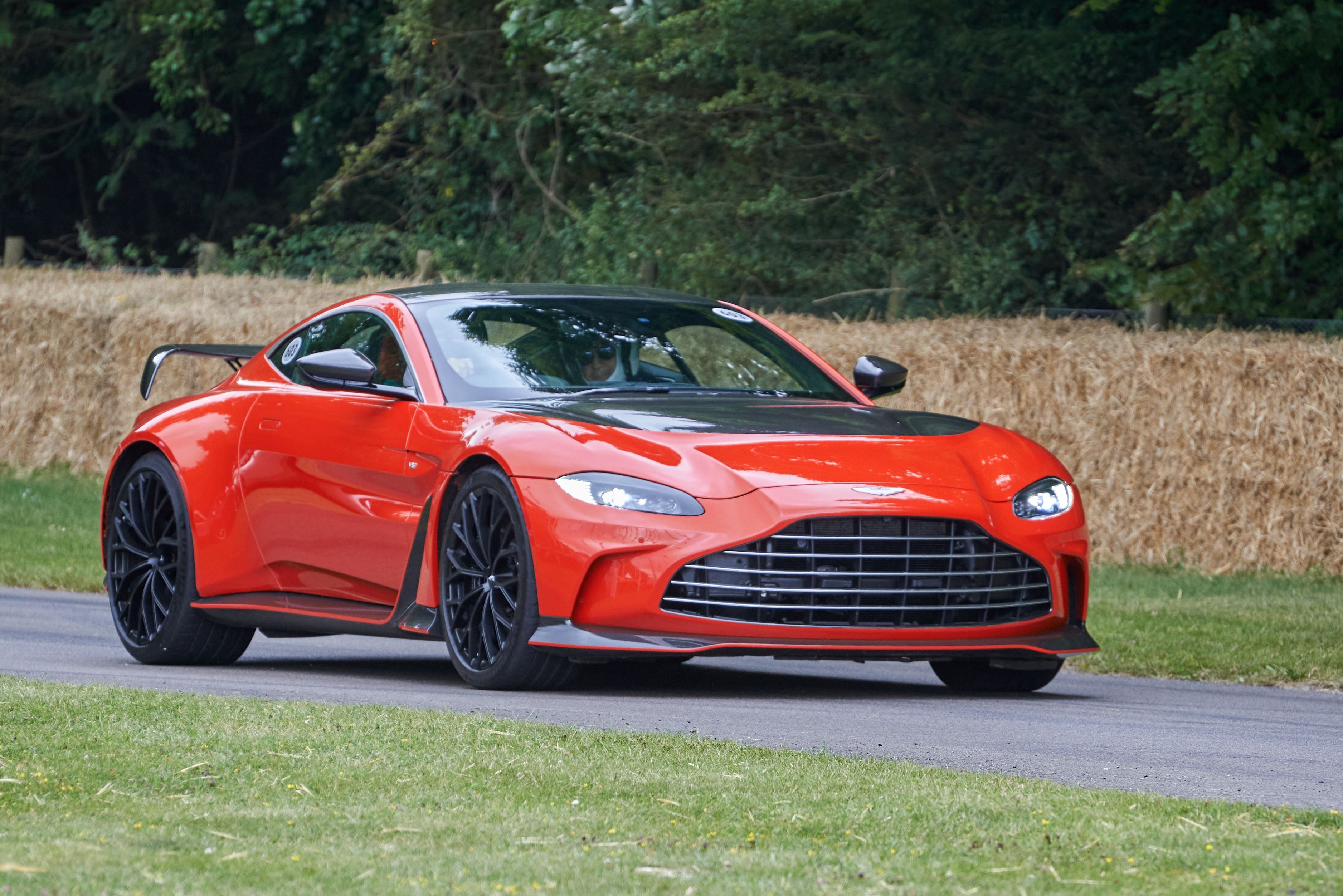
V12 Vantage

Nel dicembre 2021, Aston Martin ha confermato dopo varie indiscrezioni che la versione con motore V12 era in fase avanzata di sviluppo e che sarebbe arrivata nel 2022. La V12 Vantage è stata presentata ufficialmente il 16 marzo 2022, con la produzione limitata a soli 333 esemplari. Il motore V12 da 5,2 litri ha una potenza di 700 CV e 752 Nm di coppia, con tempo di accelerazione nel 0–100 km/h di 3,5 secondi e un peso a vuoto di 1795 kg. Inoltre è l'ultimo veicolo Aston Martin a utilizzare il motore V12.

## Restyling 2024

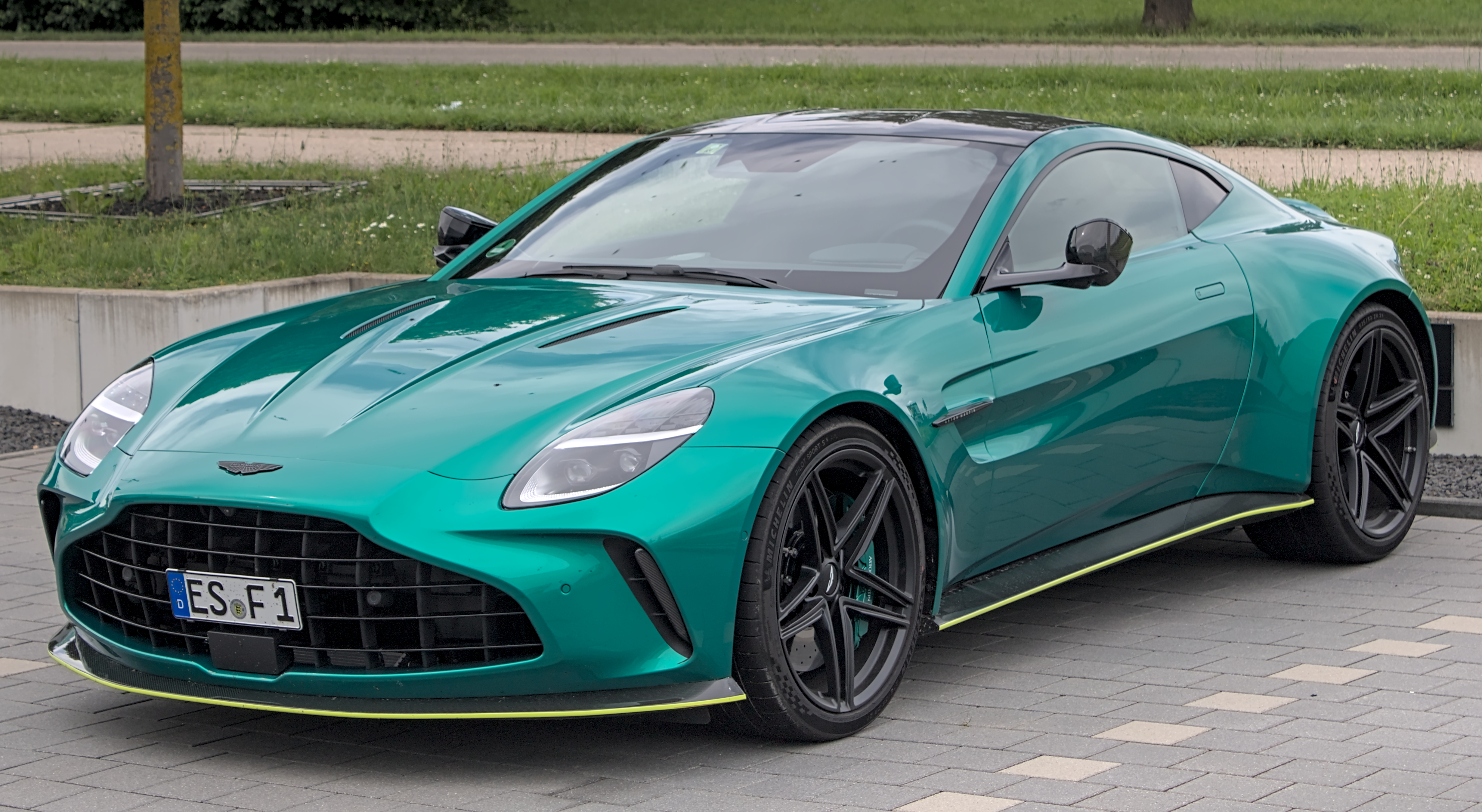
Restyling 2024

Nel febbraio 2024 la Vantage ha ricevuto un significativo restyling. Il nuovo modello presenta una fascione anteriore completamente nuovo come pure il posteriore, interni aggiornati con un nuovo infotainment con schermo da 10,25 pollici simile alla Aston Martin DB12; inoltre la struttura della carrozzeria è stata irrigidita, la una griglia del radiatore è più grande per aumentare il flusso d'aria verso i radiatori del 50 percento.
Il cambiamento più evidente è nel motore V8 biturbo da 4,0 litri che ora produce 665 CV e 800 N⋅m di coppia, con un aumento di potenza del 30% pari a 155 CV e un aumento di coppia del 15% pari a 115 N⋅m La Vantage aggiornata è in grado di accelerare da 0 a 100 km/h in 3,5 secondi e di raggiungere una velocità massima di 325 km/h.

## Caratteristiche tecniche
| Caratteristiche tecniche - Aston Martin Vantage (2018)                         | Caratteristiche tecniche - Aston Martin Vantage (2018) | Caratteristiche tecniche - Aston Martin Vantage (2018) | Caratteristiche tecniche - Aston Martin Vantage (2018) | Caratteristiche tecniche - Aston Martin Vantage (2018) | Caratteristiche tecniche - Aston Martin Vantage (2018) |
| ------------------------------------------------------------------------------ | --- | --- | --- | --- | --- |
|                                                                                | | | | | |
| Configurazione                                                                 | | | | | |
| Carrozzeria: coupé 2 porte                                                     | Carrozzeria: coupé 2 porte | Posizione motore: anteriore centrale longitudinale | Posizione motore: anteriore centrale longitudinale | Trazione: posteriore | Trazione: posteriore |
| Dimensioni e pesi                                                              | | | | | |
| Ingombri (lungh.×largh.×alt. in mm): 4470 × 1940 × 1270                        | Ingombri (lungh.×largh.×alt. in mm): 4470 × 1940 × 1270 | Ingombri (lungh.×largh.×alt. in mm): 4470 × 1940 × 1270 | Ingombri (lungh.×largh.×alt. in mm): 4470 × 1940 × 1270 | Diametro minimo sterzata: | Diametro minimo sterzata: |
| Interasse: 2700 mm                                                             | Interasse: 2700 mm | Carreggiate: anteriore ? - posteriore ? mm | Carreggiate: anteriore ? - posteriore ? mm | Altezza minima da terra: | Altezza minima da terra: |
| Posti totali: 2                                                                | Posti totali: 2 | Bagagliaio: 350 l | Bagagliaio: 350 l | Serbatoio: | Serbatoio: |
| Masse                                                                          | / in ordine di marcia: 1544 kg | / in ordine di marcia: 1544 kg | / in ordine di marcia: 1544 kg | / in ordine di marcia: 1544 kg | / in ordine di marcia: 1544 kg |
| Meccanica                                                                      | | | | | |
| Tipo motore: 8 cilindri a V di 90° con basamento e testata in lega leggera     | Tipo motore: 8 cilindri a V di 90° con basamento e testata in lega leggera | Tipo motore: 8 cilindri a V di 90° con basamento e testata in lega leggera | Cilindrata: 3982 cm³ | Cilindrata: 3982 cm³ | Cilindrata: 3982 cm³ |
| Distribuzione: due alberi a camme in testa per bancata, 4 valvole per cilindro | Distribuzione: due alberi a camme in testa per bancata, 4 valvole per cilindro | Distribuzione: due alberi a camme in testa per bancata, 4 valvole per cilindro | Alimentazione: iniezione elettronica | Alimentazione: iniezione elettronica | Alimentazione: iniezione elettronica |
| Prestazioni motore                                                             | Potenza: 510 CV a 6000 giri/min. / Coppia: 625 Nm a 2000 giri/min. | Potenza: 510 CV a 6000 giri/min. / Coppia: 625 Nm a 2000 giri/min. | Potenza: 510 CV a 6000 giri/min. / Coppia: 625 Nm a 2000 giri/min. | Potenza: 510 CV a 6000 giri/min. / Coppia: 625 Nm a 2000 giri/min. | Potenza: 510 CV a 6000 giri/min. / Coppia: 625 Nm a 2000 giri/min. |
| Accensione: elettronica                                                        | Accensione: elettronica | Accensione: elettronica | Impianto elettrico: 12V | Impianto elettrico: 12V | Impianto elettrico: 12V |
| Frizione:                                                                      | Frizione: | Frizione: | Cambio: automatico ZF a 8 marce | Cambio: automatico ZF a 8 marce | Cambio: automatico ZF a 8 marce |
| Telaio                                                                         | | | | | |
| Corpo vettura                                                                  | estrusi di alluminio uniti per incollatura | estrusi di alluminio uniti per incollatura | estrusi di alluminio uniti per incollatura | estrusi di alluminio uniti per incollatura | estrusi di alluminio uniti per incollatura |
| Sospensioni                                                                    | anteriori: a ruote indipendenti, doppi quadrilateri, molle elicoidali, ammortizzatori idraulici a controllo elettronico, barra antirollio / posteriori: a ruote indipendenti, schema multilink, molle elicoidali, ammortizzatori idraulici a controllo elettronico, barra antirollio | anteriori: a ruote indipendenti, doppi quadrilateri, molle elicoidali, ammortizzatori idraulici a controllo elettronico, barra antirollio / posteriori: a ruote indipendenti, schema multilink, molle elicoidali, ammortizzatori idraulici a controllo elettronico, barra antirollio | anteriori: a ruote indipendenti, doppi quadrilateri, molle elicoidali, ammortizzatori idraulici a controllo elettronico, barra antirollio / posteriori: a ruote indipendenti, schema multilink, molle elicoidali, ammortizzatori idraulici a controllo elettronico, barra antirollio | anteriori: a ruote indipendenti, doppi quadrilateri, molle elicoidali, ammortizzatori idraulici a controllo elettronico, barra antirollio / posteriori: a ruote indipendenti, schema multilink, molle elicoidali, ammortizzatori idraulici a controllo elettronico, barra antirollio | anteriori: a ruote indipendenti, doppi quadrilateri, molle elicoidali, ammortizzatori idraulici a controllo elettronico, barra antirollio / posteriori: a ruote indipendenti, schema multilink, molle elicoidali, ammortizzatori idraulici a controllo elettronico, barra antirollio |
| Freni                                                                          | anteriori: a disco autoventilanti / posteriori: a disco autoventilanti, con ABS e servofreno | anteriori: a disco autoventilanti / posteriori: a disco autoventilanti, con ABS e servofreno | anteriori: a disco autoventilanti / posteriori: a disco autoventilanti, con ABS e servofreno | anteriori: a disco autoventilanti / posteriori: a disco autoventilanti, con ABS e servofreno | anteriori: a disco autoventilanti / posteriori: a disco autoventilanti, con ABS e servofreno |
| Pneumatici                                                                     | Pirelli PZero 255/40 R20 ant. e 295/25 R20 post. / Cerchi: in lega leggera da 20" | Pirelli PZero 255/40 R20 ant. e 295/25 R20 post. / Cerchi: in lega leggera da 20" | Pirelli PZero 255/40 R20 ant. e 295/25 R20 post. / Cerchi: in lega leggera da 20" | Pirelli PZero 255/40 R20 ant. e 295/25 R20 post. / Cerchi: in lega leggera da 20" | Pirelli PZero 255/40 R20 ant. e 295/25 R20 post. / Cerchi: in lega leggera da 20" |
| Prestazioni dichiarate                                                         | | | | | |
| Velocità: 314 km/h                                                             | Velocità: 314 km/h | Velocità: 314 km/h | Accelerazione: 0-100 km/hː 3.6 s. | Accelerazione: 0-100 km/hː 3.6 s. | Accelerazione: 0-100 km/hː 3.6 s. |
| Consumi                                                                        | 9,7 km/l | 9,7 km/l | 9,7 km/l | 9,7 km/l | 9,7 km/l |
| Fonte dei dati:                                                                | | | | | |